# 요시무라 유즈루
요시무라 유즈루(일본어: 吉村 弦, 1996년 5월 21일~)는 일본의 축구 선수이다.

## 구단 경력
그는 2019년 J3리그의 AC 나가노 파르세이루에 입단했다. 2021년까지 64경기에 출전하여, 5득점을 넣었다. 2022년부터 2023년까지 J2리그의 블라우블리츠 아키타에서 뛰었다. 2024년 J3리그의 나라 클럽로 이적했다.